# Villadecanes
Villadecanes är en ort i Spanien.   Den ligger i provinsen Provincia de León och regionen Kastilien och Leon, i den nordvästra delen av landet, 300 km nordväst om huvudstaden Madrid. Villadecanes ligger 525 meter över havet och antalet invånare är 2 124.
Terrängen runt Villadecanes är kuperad åt nordväst, men åt sydost är den platt. Runt Villadecanes är det ganska tätbefolkat, med 104 invånare per kvadratkilometer. Närmaste större samhälle är Ponferrada, 13,9 km öster om Villadecanes. Trakten runt Villadecanes består till största delen av jordbruksmark.